# فونسدیل (آلاباما)
فونسدیل (به انگلیسی: Faunsdale) شهری در شهرستان مارنگو ایالت آلاباما است که مساحت آن ۰٫۷۲ کیلومتر مربع است و در سرشماری سال ۲۰۱۰ میلادی، ۹۸ نفر جمعیت داشته و تراکم جمعیتی آن، ۱۳۶٫۱۱ نفر در هر کیلومتر مربع بوده است.